# Dryomyza badia
Dryomyza badia är en tvåvingeart som beskrevs av Hiromu Kurahashi 1981. Dryomyza badia ingår i släktet Dryomyza och familjen buskflugor. Inga underarter finns listade i Catalogue of Life.